# Mismidad
En filosofía, se entiende por mismidad la idea que apela a la unicidad del ser y no a la condición que adquiere por el hecho de devenir, como sugiere, en cambio, el concepto de ipseidad.
Desde la perspectiva de la identidad, la mismidad es aquello que no fluctúa en el proceso que va, por ejemplo, de la semilla al árbol. En otras palabras, mientras la mismidad alude a la dimensión estructural del ser, a lo que perdura a pesar del tiempo, la ipseidad, tal como la concibe Jean-Paul Sartre en El Ser y la Nada, apunta a la determinación de la esencia en su existir. "Una imagen es un acto, y no una cosa", sostiene el intelectual francés. Sin embargo, dicho contrapunto es dialéctico, ya que precisamente la esfera estructural del ser sólo es reconocida a partir de su trayectoria.
En Martin Heidegger, la mismidad (Selbigkeit) es tratada de forma expresa en el parágrafo 64 de Ser y tiempo y vinculada con la noción de cuidado (Sorge). Para entonces, el filósofo alemán ha caracterizado al Dasein como cuidado, una totalidad unitaria de momentos: el cuidado es “la articulación de la totalidad del todo estructural” (p. 355) de “el anticiparse-a-sí-estando-ya-en (un mundo) en-medio-de (los entes que comparecen dentro del mundo)”. Ante esta multiplicidad de momentos, es necesario hacer referencia a aquello que permite que el Dasein siga siendo “uno”. Así, como sucede con la resignificación que Heidegger hace de varios de los términos de la “tradición”, la unidad precisa mostrarse desde el ámbito fenomenológico. La mismidad se opone a la comprensión de un “yo” o un “sí-mismo” tradicionalmente concebidos desde la ontología sustancialista que lo entiende como realidad: “presencia” o “acompañar constante”. Ahora bien, en el ámbito fenomenológico, la relación de la mismidad con el cuidado no es un momento más que se agregara al cuidado sino que, más aún, la expresión “cuidado de sí” es tautológica: todo Dasein es cuidado de sí-mismo. 
	La diferencia fundamental de la mismidad y el cuidado con la noción sustancialista del yo se basa en que el cuidado es “intencional” –no en el sentido husserliano, pero sí basado en éste-, pues no es posible que haya ningún sí-mismo que no esté vinculado a un mundo. El “yo pienso algo” se traduciría como un “yo-soy (o estoy)-en-el-mundo”. El yo no puede ser sujeto aislado que acompañe nuestras representaciones (como afirmaría Kant). El decir fenomenológico del yo, precisamente por la intencionalidad, no puede apuntar a otra cosa que a los entes que rodean al Dasein, lo cual, a su vez, fomenta la equivocada interpretación que parte de los entes y que oculta la peculiaridad de su modo de ser. 